# Der letzte große Sieg der Daker
Der letzte große Sieg der Daker (Originaltitel: Dacii bzw. Les Guerriers) ist ein rumänisch-französischer Historienfilm aus dem Jahr 1966. Sergiu Nicolaescu führte Regie. Der Film hatte seinen DDR-Kinostart am 12. Januar 1968 in einer geschnittenen Fassung von 102 Minuten Länge.

## Handlung
Im Jahr 86 herrscht König Decebal über Dakien. Der römische Kaiser Domitian und Senator Attius greifen ihn mit zwölf Legionen und mehr als 70.000 Soldaten an. Attius ist Halbdaker, erfährt dies aber erst im Laufe der Handlung. Er stirbt durch einen dakischen Pfeil, bevor er seinen Sohn Septimius Severus über seine Abstammung informieren kann. Septimius Severus erfährt erst später, dass er von dakischem Adel ist. Trotzdem führt er die Römer in der entscheidenden Schlacht an.

## Veröffentlichungen
Der letzte große Sieg der Daker hatte seine Premiere 1967 auf dem 5. Internationalen Moskauer Filmfestival
Der letzte große Sieg der Daker startete am 12. Januar 1968 in einer DEFA-Fassung von 102 Minuten Länge in den Kinos der DDR. Deutsche Fernsehpremiere war am 20. Februar 1976 bei DFF. 2006 wurde der Film unter dem Titel Kampf der Titanen gegen Rom von der EuroVideo Medien GmbH auf DVD veröffentlicht.